# Mi reino por un caballo
Mi reino por un caballo fue un programa cultural emitido por la 2 de TVE donde se informaba de la actualidad  y cartelera teatral de España.

## Formato
Con una duración de media hora, se estrenó para sustituir al histórico La mandrágora el jueves 29 de mayo de 2010 a las 19:30. Tras numerosos cambios de horario, el 6 de marzo de 2013 fue su última emisión para dar paso a ¡Atención obras! que contenía en una hora de duración los contenidos de Miradas 2, Programa de mano y el propio Mi reino por un caballo.